# MindJack
MindJack est un jeu vidéo de tir à la troisième personne développé par feelplus et édité par Square Enix, sorti en 2011 sur PlayStation 3 et Xbox 360.

## Accueil
- Jeuxvideo.com : 9/20[1]